# 28468 Shichangxu
28468 Shichangxu è un asteroide della fascia principale. Scoperto nel 2000, presenta un'orbita caratterizzata da un semiasse maggiore pari a 2,5800650 UA e da un'eccentricità di 0,0609435, inclinata di 9,72801° rispetto all'eclittica.